# بالارودخانه
بالارودخانه، روستایی در دهستان پشت‌رود بخش مرکزی شهرستان نرماشیر در استان کرمان ایران است.

## جمعیت
بر پایه سرشماری عمومی نفوس و مسکن در سال ۱۳۹۵، جمعیت این روستا برابر با ۱۰۲ نفر (۳۰ خانوار) بوده‌است.